# Telița
Telița è un comune della Moldavia situato nel distretto di Anenii Noi di 1.206 abitanti al censimento del 2004

## Località
Il comune è formato dall'insieme delle seguenti località (popolazione al 2004):
- Telița (1.187 abitanti)
- Telița Noua (19 abitanti)